# Lektiefri skole
En lektiefri skole, er en skole hvor lektier ikke gives til eleverne som en del af skolens undervisningstilbud. I USA har Alfie Kohn gennemgået meget af den forskning der er lavet i forhold til lektier. Hans bog "The Homework Myth" baserer sig på dette. I bogen gennemgås mange årtiers forskning på dette område. Bogen gør op med de positive forestillinger der er omkring det at lave lektier. Forestillinger som at lektier skulle øge det faglige udbytte, styrke selvdisciplinen, styrke ansvarsfølelsen og evnen til at præstere for barnet holder simpelthen ikke vand.
I Danmark har Københavns Borgerrepræsentation i 2012 vedtaget at gennemføre et treårigt forsøg om at afskaffe lektier på udvalgte skoler. Det er meningen at forsøget skal køre  i ni skoleklasser fordelt på fjerde, femte og sjette klassetrin.
Ligeledes i Danmark har Tønder HF siden 2008 haft en lektiefri HF linje. Resultaterne er markante: På to år er søgetallet til HF blevet fordoblet, gennemførelsesfrekvensen hævet fra 70 % til 88 %, og karaktergennemsnittet steget fra 4,8 til 5,7. 

## Lektiefrie skoler
Følgende skoler og gymnasiale institutioner i Danmark er lektiefrie:
- Den Demokratiske Skole i Roskilde (Sudbury skole)
- Tønder Gymnasium (HF) i Tønder
- Glamsbjerg Fri- og Efterskole i Glamsbjerg
- Søhusskolen i Odense
- Den Visionære Skole i Frederikssund
- Balleskolen i Silkeborg